# Kimmo Pohjonen
Kimmo Pohjonen (16 de agosto de 1964) es un acordeonista finlandés conocido por su trabajo experimental y avant garde con instrumentos personalizados y modificados. Ha publicado nueve álbumes y realizado extensas giras en Europa, así como presentaciones en Japón y Norteamérica. Realiza grabaciones y presentaciones como solista además de colaborar con otros músicos y artistas, incluyendo Kronos Quartet, el percusionista Pat Mastelotto y el guitarrista Trey Gunn de King Crimson. 

## Biografía
Pohjonen comenzó a tocar el acordeón a la edad de ocho años en la orquesta de baile de su familia. Creció tocando música folclórica finlandesa y se ha referido a su padre como su primer héroe del acordeón, aunque dice que no pudo apreciar lo que el instrumento realmente puede hacer hasta tiempo después. Más tarde se interesó por la forma en que el acordeón se toca en Texas y Luisiana (específicamente por los grupos cajún de este último estado) además de los estilos de músicos como Flaco Jiménez, Queen Ida y el bandoneonista Astor Piazzolla, llegando incluso a viajar a Buenos Aires para aprender el nuevo tango de Piazzolla.
Estudio música clásica y folclórica en la Academia Sibelius junto con Maria Kalaniemi y Arto Järvelä de JPP, iniciando su carrera con Järvelä poco tiempo después de su graduación.
Pohjonen aún vive en Finlandia cuando no está de gira. Se ha presentado con una de sus hijas, Saan, quien toca la batería.

## Carrera
Pohjonen comenzó su carrera en los años ochenta.
Después de graduarse grabó música folclórica junto con Järvelä y parte de un dúo llamado Pinnin Pojat, además de que comenzó a componer música folclórica. El dúo publicó cuatro discos compactos, incluyendo Gogo 4. Como parte del grupo Ottopasunna, con Kari Reiman de Värttinä, publicó dos álbumes.
Comenzó su carrera de solista en 1996 y en 1999 lanzó Kielo, su primer álbum.
Desde inicios de los años 2000 se ha enfocado en sus giras de solista. Pohjonen ha tocado para audiencias de toda Europa, especialmente Finlandia, al igual que Japón. Entre sus fanes se encuentra David Bowie, quien lo invitó al Meltdown Festival de Londres en 2002. Ha tenido pocos conciertos en las Américas, pero entre sus principales apariciones se encuentra el South by Southwest en 1999 y un tour en México en 2014, el cual incluyó una aparición en el Festival Internacional Cervantino.
Por lo general está involucrado en varios proyectos al mismo tiempo, como solista y en colaboración con otros artistas. Entre sus principales colaboradores se encuentra el Kronos Quartet, con quienes comenzó a trabajar en 2003. Se reunió con ellos en San Francisco para crear una obra de 80 minutos de duración llamada Uniko, la cual fue premiada en Helsinki. Otra de sus principales colaboraciones es aquella con Samuli Kosminen y dos miembros de la banda King Crimson: el percusionista Pat Mastelotto y el guitarrista Trey Gunn. Los cuatro tocaron juntos bajo el nombre de KTU y han emprendido extensas giras por Europa. También produjeron un álbum llamado Eight-Armed Monkey. Ha colaborado también con la artista Maria Liulia, creando un espectáculo multimedia llamado Animator.
Pohjonen también ha estado involucrado en proyectos de cine y televisión. En 2013 apareció en el especial de televisión Nordisk prisgalla y en episodios de las series de televisión Puoli seitsemän (2011), Strada (2010), Maria! (2010), Arto Nyberg (2007) y Later with Jools Holland (2000). Participó como compositor en las películas Yle Live: Kimmo Kohjonen Special (2014), Jadesoturi (2006) y Mayak (2006), los documentales Soundbreaker (2012) y Silence (2010), y el documental corto Päivä isän kanssa (1999). También apareció como un acordeonista tocando en un balcón en el filme Pikkusisar (1999).

## Discografía
- 1999 Kielo   (Finland: Rockadillo, Japón: P Vine)
- 2002 Kluster (Finland: Rockadillo, Alemania: Westpark)[7]
- 2002 Kalmuk (Westpark) con Tapiola Symphony
- 2002 Kalmuk DVD Symphony (Lilith) con Tapiola Symphony
- 2004 Iron Lung (Russia: Soyuz) (compilación de Kielo y Kluster)
- 2005 Kimmo Pohjonen and Eric Echampard – Uumen (Finlandia: Rockadillo, Alemania: Westpark) improvisaciones con el baterista francés Eric Echampard.[1]
- 2005 KTU – 8 Armed Monkey  (Finlandia: Rockadillo, Alemania: Westpark, Norteamérica: Thirsty Ear, Japón: Besection)
- 2009 KTU – Quiver (Finlandia y Europa: Rockadillo y Westpark Music, Japón: Disk Union, Estados Unidos: 7dMedia)
- 2011 Kimmo Pohjonen, Samuli Kosminen and Kronos Quartet – Uniko (Ondine Records)
- 2011 Kimmo Pohjonen, Samuli Kosminen and Kronos Quartet – Uniko DVD (CMajor)
- 2012 Heikki Laitinen, Kimmo Pohjonen – Murhaballadeja / Murder Ballads CD (SiBa)
- 2015 Sensitive Skin (Octopus / Ondine)

También aparece en
- Beginner's Guide to Scandinavia, 2011 (Nascente/Demon Music Group)

## Arte
El instrumento de Pohjonen es un acordeón grande cromático de cinco filas, el cual ha sido modificado para incluir micrófonos, pedales y cables, lo que le permite tocar acústica y electrónicamente al mismo tiempo.
Entre los géneros que ha interpretado en el acordeón a lo largo de su carrera se encuentra el folclore tradicional, la música clásica, el rock y teatro, pero es más conocido su trabajo avant garde y experimental. Además de esto, mezcla estilos musicales como rock, beat electrónico, jazz entre otros.  La mayoría de sus composiciones son obras instrumentales basadas en el acordeón, en ocasiones llega a usar su voz y a insertar diferentes instrumentos cuando colabora con otros músicos. También experimenta con tecnología al usar loops y efectos de capas sobre sonido natural del acordeón.
Pohjonen cree en la constante innovación en la música y sus rango composicional va desde tonos delicados hasta lo ominoso, contemplativo y frenético, acompañado por chillidos, gritos, cantos y ruidos emitidos por instrumentos no musicales. Su música ha sido descrita como "paisajes sonoros" diseñados para evocar imágenes y emociones. Esta constante experimentación lo ha llevado a ser comparado con Jimi Hendrix y Laurie Anderson.
Compone durante los meses de invierno en Finlandia, improvisando y tocando por horas, aunque no escribe notas mientras improvisa. A pesar de que dice tener imágenes en su mente mientras compone y toca, es reacio a compartir sus propios conceptos sobre el significado de sus obras. David Harrington del Kronos Quartet dijo, refiriéndose a la primera vez que escuchó a Pohjonen: "De vez en cuando escuchas a un músico y pienas: '¿por qué no había escuchado a este tipo antes?' Eso fue lo que pensé la primera vez que escuché el CD de Kimmo... La música era vigorizante, afirmadora de la vida, perturbadora, increíble y algo alarmante. Era todas estas cosas mezcladas en una experiencia".
Sus conciertos en vivo son desinhibidos, atléticos y han sido llamados "extravagantes" y "desquiciados". Asimismo, pueden incluir canto, acrobacias, samples electrónicos y arte. La improvisación es central en sus conciertos. El percusionista Mastelotto dice que tocar con Pohjonen es "peligroso e intenso. Su energía y niveles de testosterona son altos. Entramos en trance sobre el escenario. Nuestras presentaciones están construidas alrededor de arreglos musicales muy dinámicos y en ocasiones siento que estoy cabalgando sobre una ola del océano. Suelto la brida y dejo que esta energía masiva establezca el curso sobre el terreno movedizo".
Pohjonen es atraído por viejas costumbres y tecnologías obsoletas, tales como el sonido de la maquinaria de una granja vieja, el cual ha usado en conciertos. Una de sus producciones contó con la participación de luchadores finlandeses, quienes realizaron maniobras con Pohjonen en la mitad del concierto. Cierto número de maniobras y acciones estuvieron basadas en historias que los mismos luchadores le contaron a este músico. La idea del show comenzó cuando Pohjonen se enteró de que durante la primera mitad del siglo XX en Finlandia, se acostumbraba tener a un acordeonista tocando a manera de dramático telón de fondo durante las luchas. Comenzó entonces el proceso de establecer una relación con los luchadores, incluyendo apariciones en combates de práctica sin invitación previa para tocar su acordeón. Para la gira Earth Machine Music, incorporó sonidos de granjas incluyendo golpes con un martillo dados a un tanque de petróleo, ovejas balando entre otros sonidos de animales. La idea era llevar sonidos de granjas a la gente de las ciudades. Visitó cuatro granjas en Inglaterra en las cuales grabó los sonidos y los mezcló en el estudio junto con las composiciones en el acordeón. Realizó sus últimos cuatro conciertos en cada una de estas granjas. Realizó un proyecto llamado Kalmuk, nombre tomado de una tribu rusa del sur e inspirado por la pintura del artista Martti Innanen, la cual muestra elementos de chamanismo.